# Marvão
Marvão (mɐɾ'vɐ̃ũ) è un comune portoghese di 4 029 abitanti situato nel distretto di Portalegre.

## Geografia
Il villaggio, le cui case sono tutte dipinte di bianco, è posto sulla cima di un monte e completamente circondato dalle mura di un castello, dalla cui muraglia è possibile una visione a 360° degli altopiani circostanti, portoghesi e spagnoli.
Il villaggio e la cima del monte ove esso è situato sono inclusi nella lista dei candidati a Patrimonio dell'umanità dell'UNESCO dal 2000. Poco distante dal centro, entro i confini del territorio comunale si trovano le rovine di Ammaia, rappresentanti il nucleo storico di Marvão nel periodo romano.

## Società

### Evoluzione demografica
| Popolazione di Marvão (1801 – 2004) | Popolazione di Marvão (1801 – 2004) | Popolazione di Marvão (1801 – 2004) | Popolazione di Marvão (1801 – 2004) | Popolazione di Marvão (1801 – 2004) | Popolazione di Marvão (1801 – 2004) | Popolazione di Marvão (1801 – 2004) | Popolazione di Marvão (1801 – 2004) | Popolazione di Marvão (1801 – 2004) |
| ----------------------------------- | ----------------------------------- | ----------------------------------- | ----------------------------------- | ----------------------------------- | ----------------------------------- | ----------------------------------- | ----------------------------------- | ----------------------------------- |
| 1801                                | 1849                                | 1900                                | 1930                                | 1960                                | 1981                                | 1991                                | 2001                                | 2004                                |
| 4.048                               | 3.780                               | 5.994                               | 7.116                               | 7.478                               | 5.418                               | 4.419                               | 4.029                               | 3.739                               |

## Freguesias
- Beirã
- Santa Maria de Marvão
- Santo António das Areias
- São Salvador da Aramenha